# Ion Theodor Popescu
Ion Theodor Popescu (cunoscut și ca Gioni Popescu) este un general (cu 4 stele) român, care a îndeplinit funcția de  adjunct al directorului SRI (2002-2005). 
Înainte de 1989, Ion Popescu a lucrat ca vicepreședinte în CENTROCOOP și răspundea de departamentul de import-export al rețelei cooperației de consum și de rețeaua magazinelor acestei centrale .
Este doctor în economie . Generalul Ion Theodor Popescu a fost înaintat la gradul de general-locotenent (cu 2 stele) la 20 martie 1995 . A îndeplinit începând din anul 1993 funcția de șef al Comandamentului Financiar-Logistic din cadrul SRI .  
La data de 20 noiembrie 2001, generalul de divizie Ion Theodor Popescu a fost numit în funcția de adjunct al directorului Serviciului Român de Informații, cu rang de secretar de stat . În perioada în care a îndeplinit această funcție, a fost înaintat la gradele de general de corp de armată (cu 3 stele) la 1 decembrie 2002  și apoi de general (cu 4 stele) la 26 martie 2004 .  
Având în vedere propunerea directorului SRI, la data de 31 martie 2005, generalul cu patru stele Ion Theodor Popescu a fost eliberat din funcția de adjunct al directorului SRI și trecut în rezervă .
Soția sa, Lucia Popescu, este judecătoare la Înalta Curte de Casație și Justiție. 